# 足立育朗
足立育朗（1940年 - ）は、日本の著作家、建築家、波動の研究家。形態波動エネルギー研究所の所長。

## 人物・来歴
東京都生まれ。
1964年、早稲田大学第一理工学部建築学科卒業。1968年、樹生建築研究所設立。1990年、形態波動エネルギー研究所設立。
宇宙はエネルギー及び物質の振動波で構成されていることを真の科学として直覚し、研究・創作活動として実践する。
全ての存在、現象は、エネルギー及び物質の振動波であることを自らの周波数変換によって発見し、振動波科学の基礎的研究活動を行い、自然の法則にかなった地球文化の創造に役割を続ける。
1983年、直観とは何なのか？閃きとは何なのか？に疑問に持ち、妹である足立幸子と共に波動というものを追窮するスタートを切る。
43年間、建築家としてを前提に生きていたことに気づき、人間とは何か？生きるとは何か？に向かっていかなかったエゴだらけの自分を反省する。

## 著書
『波動の法則』（1995年 PHP研究所刊。2002年 形態波動エネルギー研究所刊。2007年ナチュラルスピリット刊）。『波動の法則　実践体験報告』（2014年ナチュラルスピリット刊）